# Durs Grünbein

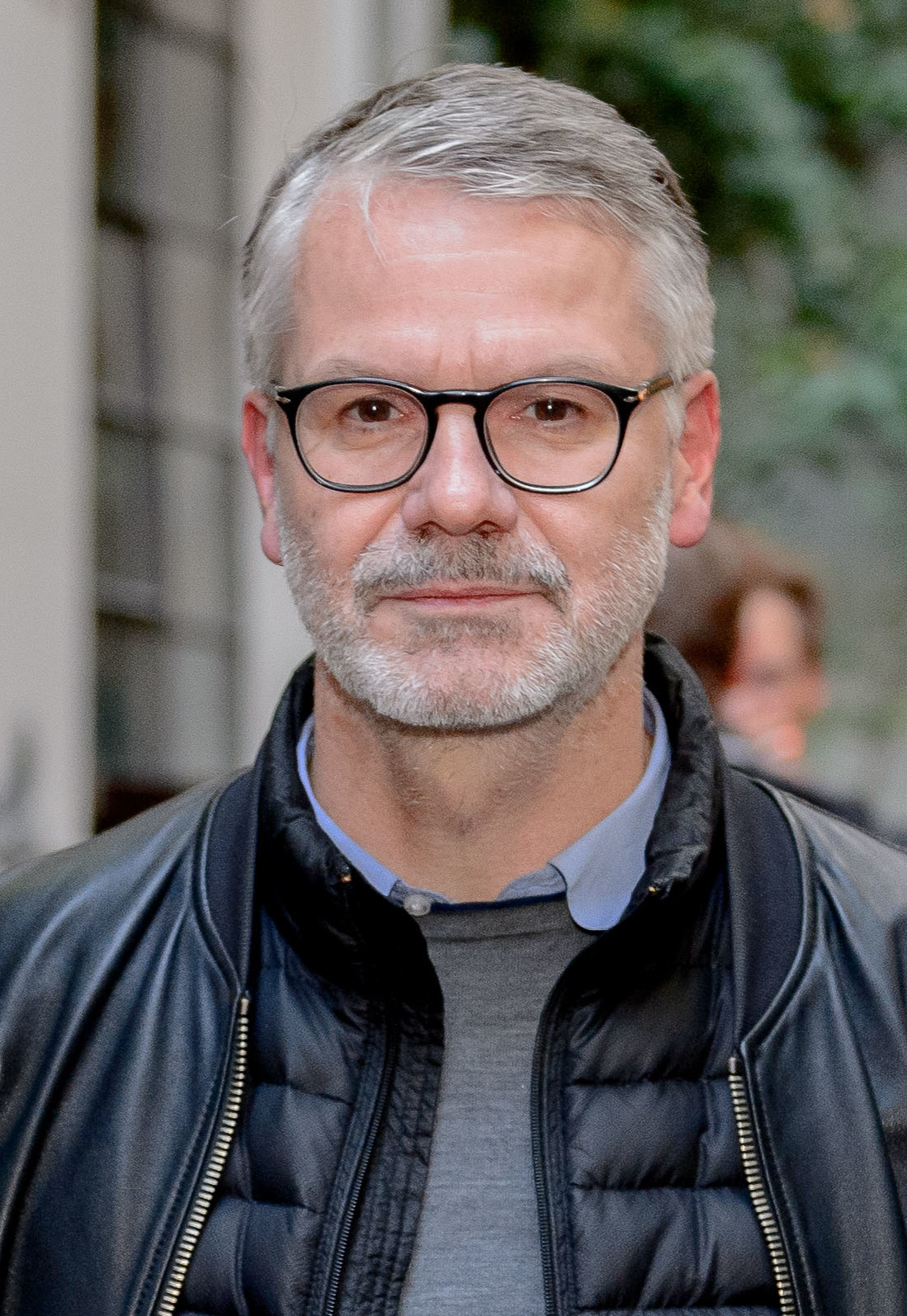
Durs Grünbein, 2018

Durs Grünbein (* 9. Oktober 1962 in Dresden) ist ein deutscher Lyriker, Essayist und Übersetzer.

## Leben und Wirken
Grünbein wuchs im Dresdner Stadtteil Hellerau auf. Von 1981 bis 1983 leistete er Wehrdienst in der Nationalen Volksarmee.  Ein Studium der Theaterwissenschaft an der Humboldt-Universität zu Berlin brach er 1987 ab. Danach arbeitete er als freier Mitarbeiter für verschiedene Zeitschriften.
Nach der Wende 1989 unternahm er Reisen durch Europa, nach Südostasien und in die Vereinigten Staaten. Er war Gast der German Departments der New York University, des Dartmouth College und der Villa Aurora in Los Angeles. Grünbein lebt als freier Schriftsteller in Rom.
Grünbein ist Mitglied der Akademie der Künste Berlin, der Deutschen Akademie für Sprache und Dichtung, der Freien Akademie der Künste in Hamburg, der Freien Akademie der Künste zu Leipzig und der Sächsischen Akademie der Künste. Seit 2005 ist er Professor für Poetik an der Kunstakademie Düsseldorf und seit 2008 Mitglied des Ordens „Pour le mérite“ für Wissenschaft und Künste in Berlin.
Im Wintersemester 2007/2008 war Durs Grünbein Heine-Gastprofessor an der Heinrich-Heine-Universität Düsseldorf, 2009 Stipendiat in der Villa Massimo in Rom. Im Herbst 2006 hielt er die Zürcher Poetikvorlesungen zum Thema: „Fröhliche Eiszeit. Drei cartesische Mediationen“. Im Wintersemester 2009/2010 hielt er die Frankfurter Poetik-Vorlesungen zum Thema: „Vom Stellenwert der Worte“.
Grünbein tritt auch mit gesellschaftspolitischen Kommentaren in Erscheinung. So wandte er sich vehement gegen Günter Grass’ Gedicht Was gesagt werden muss, das eine „krasse historische Dummheit“ sei. Grass zeige in dem Pamphlet seine Gefühlsblindheit gegenüber dem Judenstaat als staatgewordener Überlebensstrategie. Im Februar 2015 kritisierte er die fremden- und islamfeindlichen „Pegida“-Demonstrationen als Offenbarung der „Dresdner Seele“, die im Rufe „Wir sind das Volk“ genau wisse, „wer dazugehört und wer nicht“.
In seinen Werken setzt sich Durs Grünbein mit den Gebieten der Naturwissenschaft (der Quantenphysik, der Neurologie) und der Philosophie auseinander, es finden sich aber ebenso Reise- und Liebesgedichte, etwa das oft zitierte Gedicht Après l’amour. 1988 debütierte er mit Gedichten in der von der Akademie der Künste (Berlin) herausgegebenen Literaturzeitschrift Sinn und Form, mit der er seither eng verbunden ist und zu deren zeitgenössischen Hauptautoren er zählt.
Grünbein ist mit der Schriftstellerin Eva Sichelschmidt verheiratet. Das Ehepaar hat drei Töchter.

## Rezeption
Durs Grünbein gehört zu den anerkannten Dichtern des wiedervereinigten Deutschlands. Von 1988 an erscheinen seine Bücher im Suhrkamp Verlag. Er wurde mehrfach ausgezeichnet und erhielt bereits mit 33 Jahren den Georg-Büchner-Preis. Seine frühe Lyrik wurde als Ausdruck der mangelnden Eindeutigkeit nach dem Zerfall des West-Ost Konflikts gedeutet wie Emanzipation der Literatur aus dem Gebiet der ehemaligen DDR von ihrer Vergangenheit. Die Hinwendung zur deformierten Körperlichkeit und Urbanität macht den Einfluss der Dichtung Gottfried Benns deutlich, welcher unter anderem von Heiner Müller, aber auch zahlreichen jungen Schriftstellern in der DDR studiert wurde, die weder staatsnah waren, noch zur politisch harmlosen Opposition der sogenannten Prenzlauer-Berg-Connection gehörten. Die ersten zwei Gedichtbände Grauzone morgens und Schädelbasislektion führten den kühlen Sound wie die Montagelyrik Gottfried Benns eigenständig fort. Durs Grünbein distanzierte sich nachträglich von seinem Frühwerk, obgleich diese Gedichte große Anerkennung in der zeitgenössischen Literaturwissenschaft genießen und eine breite Rezeption erfuhren.
Grünbeins theoretische Vorarbeiten zur eigenen Lyrik brachte ihm die Anerkennung als Poeta doctus ein, wenngleich manche Kritiker eine inhaltliche Überfrachtung der nachfolgenden Gedichte geltend machten. Grünbeins Hinwendung zur antikisierenden Dichtung Mitte der letzten Dekade des Jahrhunderts, die 1981 von Gerhard Falkners Reformulierung des hohen Tons eingeleitet wurde, begrüßten einige Kritiker, während andere einen Eskapismus, gar Regression zum Frühwerk bemerken wollten. Fritz J. Raddatz überschrieb in seiner Rezension zu Koloss im Nebel (2012) „Durs Grünbein – die dichtende Luftnummer“ und konstatierte „Verse ohne Rätsel, ohne Geheimnis, ohne Erschütterung für den Leser“, in denen „das eigene Ich unter Schuttmassen von Angelesenem“ begraben werde. Diese „halbgebildete[n] Verblüffungseffekte“ seien ein „regelrechter Defekt seiner poetischen Architektur“, da sie in der Belehrung „jegliche Stille“ störten. Sein Dichterkollege Thomas Kling spottete: „Wenn den Antikenfreund das Fell juckt, er aber kein Gefühl für Geschichte hat? Dann bekommt man Kostümfilm – Sandalenfilme aus den Grünbein-Studios.“ Laut Ulrich Greiner besteche Grünbein insbesondere durch „höchste Sprachfähigkeit und einen Reichtum an fachlicher Kenntnis“, welche ihn zu dem „wohl am meisten gebildeten Poeten unseres Sprachraums“ mache. Er sieht in solcher Kritik die Verachtung des Bildungsbürgerlichen und den Unmut über einen, der „mehr weiß als sie“, aufscheinen: „Wer Bildungsreisen nicht verachtet, sollte sich Grünbein anvertrauen […].“ Der Literaturwissenschaftler Ernst Osterkamp, selbst Interpret einiger Gedichte Durs Grünbeins, hatte zum Erscheinen des Gedichtbandes Nach den Satiren die hohe Zahl der Gedichte kritisch bemerkt, um anlässlich des Bandes Aroma resigniert zu konstatieren, Grünbein habe nach seiner Residenz in der Villa Massimo „mit der marktgerechten Hurtigkeit, die man von diesem Dichter mittlerweile leider gewohnt ist, schon wenige Monate später einen stattlichen Band mit den literarischen Erträgen seines Aufenthalts“ vorgelegt.
Neben seinen frühen Gedichten finden seine Liebesgedichte Anerkennung. Der Schweizer Literaturwissenschaftler und Kritiker Peter von Matt gab Grünbeins Liebesgedichte als eigenständige Sammlung 2008 heraus.

## Auszeichnungen
- 1992: Bremer Literaturförderpreis
- 1992: Marburger Literaturpreis

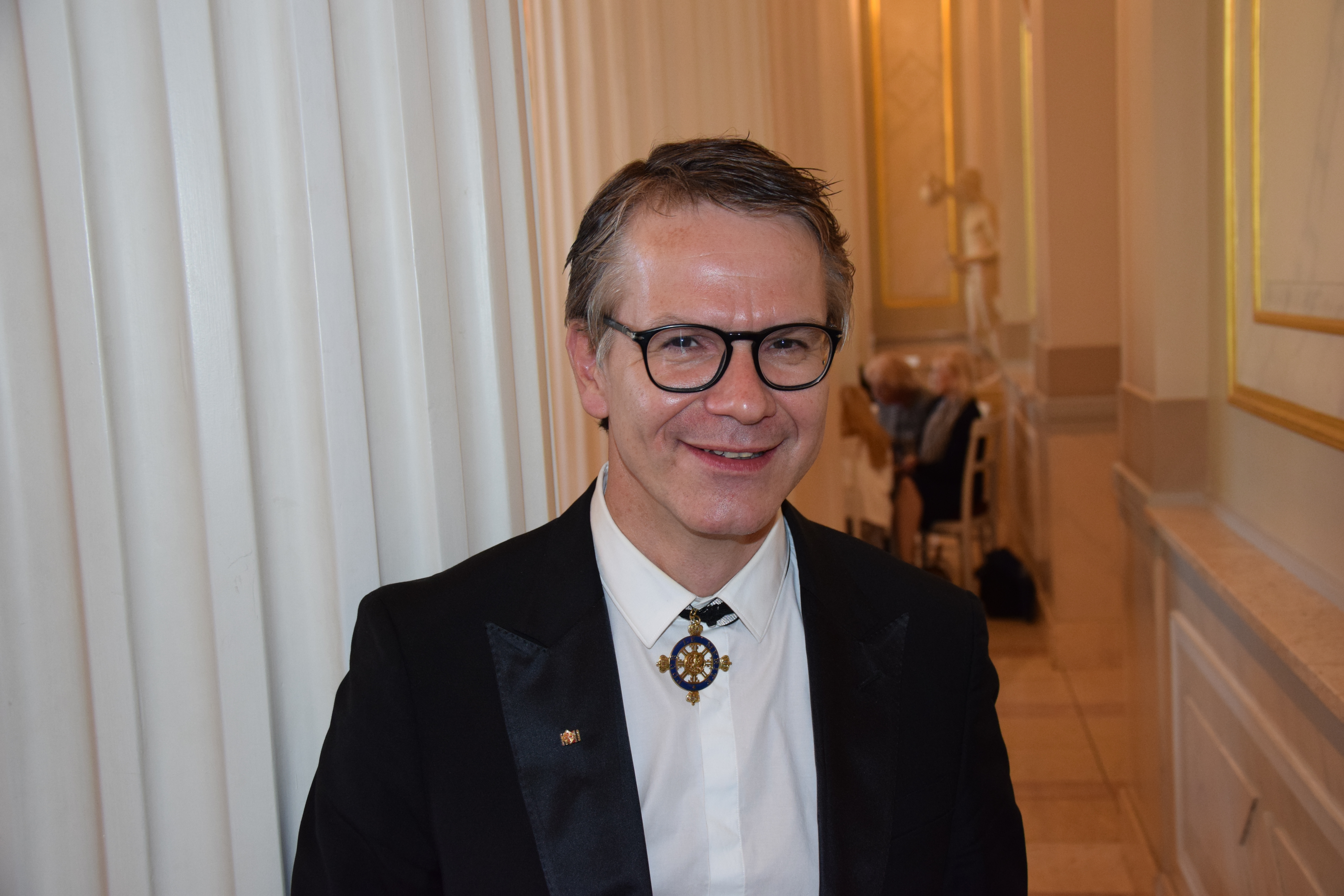
Durs Grünbein mit dem Orden „Pour le Mérite“ (2014)

- 1993: Nicolas-Born-Preis für Lyrik
- 1995: Peter-Huchel-Preis
- 1995: Georg-Büchner-Preis
- 2001: Spycher: Literaturpreis Leuk
- 2004: Friedrich-Nietzsche-Preis des Landes Sachsen-Anhalt
- 2005: Friedrich-Hölderlin-Preis der Stadt Bad Homburg
- 2006: Berliner Literaturpreis
- 2008: Pour le mérite für Wissenschaft und Künste[14]
- 2009/2010: Frankfurter Poetik-Dozentur
- 2009: Großes Verdienstkreuz mit Stern der Bundesrepublik Deutschland
- 2009: Samuel-Bogumil-Linde-Preis
- 2009: Stipendium der Deutschen Akademie Rom Villa Massimo
- 2012: Tomas-Tranströmer-Preis der schwedischen Stadt Västerås
- 2020: Zbigniew-Herbert-Literaturpreis der Zbigniew-Herbert-Stiftung[15][16]
- 2024: „Ehrengast“ des Premio Laudomia Bonanni[17]

## Werke

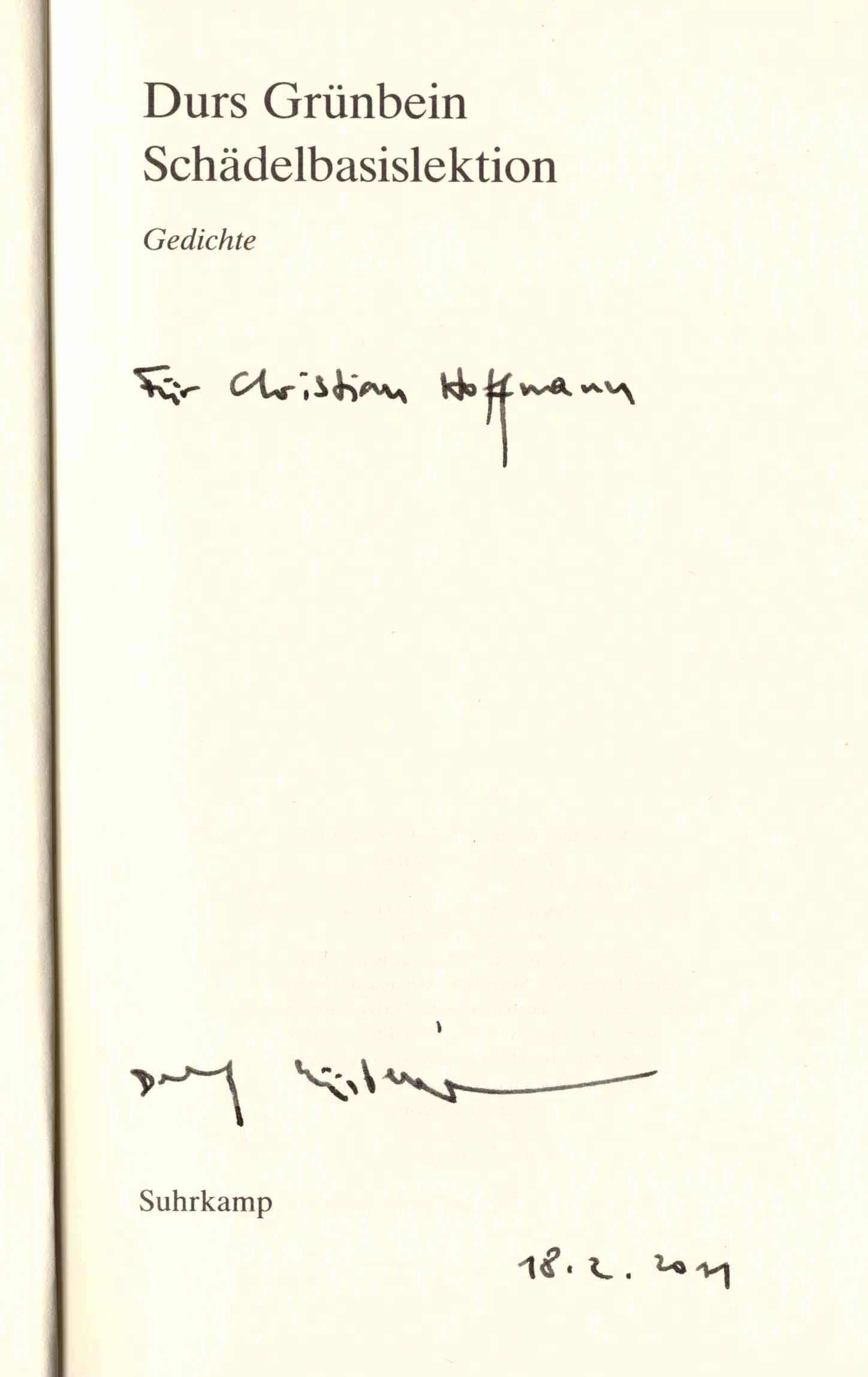
Von Durs Grünbein signierte Buchseite seines Gedichtbands Schädelbasislektion (2011)

### Lyrik und Prosa, Libretti
- Grauzone morgens. Gedichte. Suhrkamp Verlag, Frankfurt am Main 1988, ISBN 3-518-13330-6.
- Schädelbasislektion. Gedichte. Suhrkamp Verlag, Frankfurt am Main 1991, ISBN 3-518-40375-3.
- Falten und Fallen. Gedichte. Suhrkamp Verlag, Frankfurt am Main 1994, ISBN 3-518-40570-5.
- Den Teuren Toten. 33 Epitaphe. Suhrkamp Verlag, Frankfurt am Main 1994, ISBN 3-518-40629-9.
- Von der üblen Seite. Gedichte. Suhrkamp Verlag, Frankfurt am Main 1994, ISBN 3-518-40616-7.
- Die Schweizer Korrektur. (Zusammen mit Brigitte Oleschinski und Peter Waterhouse). Urs Engeler Editor, Göttingen 1995, ISBN 3-9520722-0-6.
- Den Körper zerbrechen. Rede zur Entgegennahme des Georg-Büchner-Preises. Suhrkamp Verlag, Frankfurt am Main 1995, ISBN 3-518-09178-6.
- Galilei vermißt Dantes Hölle und bleibt an den Maßen hängen. Aufsätze 1989–1995. Suhrkamp Verlag, Frankfurt am Main 1996, ISBN 3-518-40758-9.
- Nach den Satiren. Gedichte. Suhrkamp Verlag, Frankfurt am Main 1999, ISBN 3-518-41028-8.
- Gehirn und Denken. Kosmos im Kopf. Hatje Cantz Verlag, Ostfildern 2000, ISBN 978-3-7757-0938-5
- Reise, Toter. Hörspiel mit Ulrike Haage. Sans Soleil, Bonn 2001, ISBN 978-3-88030-037-8.
- Das erste Jahr. Berliner Aufzeichnungen. Suhrkamp Verlag, Frankfurt am Main 2001, ISBN 3-518-41277-9.
- Erklärte Nacht. Gedichte. Suhrkamp Verlag, Frankfurt am Main 2002, ISBN 978-3-518-41305-0.
- Una Storia Vera. Ein Kinderalbum in Versen. Insel Verlag, Frankfurt am Main 2002, Insel-Bücherei 1237, ISBN 3-458-19237-9.
- Warum schriftlos leben. Aufsätze. Suhrkamp Verlag, Frankfurt am Main 2003, ISBN 3-518-12435-8.
- Vom Schnee oder Descartes in Deutschland. Suhrkamp Verlag, Frankfurt am Main 2003, ISBN 3-518-41455-0.
- An Seneca. Postskriptum. Suhrkamp Verlag, Frankfurt am Main 2004, ISBN 3-518-41609-X.
- Von ganzem Herzen. Nicolai Verlag, Berlin 2004, ISBN 3-89479-185-3.
- Berenice. Ein Libretto nach Edgar Allan Poe für eine Oper von Johannes Maria Staud. Suhrkamp Verlag, Frankfurt am Main 2004, ISBN 3-518-41642-1.
- Die Götter Griechenlands. Peter Cornelius (1783–1867). Die Kartons für die Fresken der Glyptothek in München aus der Nationalgalerie Berlin. Mit einer Textsammlung ausgewählt von Durs Grünbein. Dumont Verlag, Berlin/Köln 2004, ISBN 978-3-8321-7502-3.
- Antike Dispositionen. Aufsätze. Suhrkamp Verlag, Frankfurt am Main 2005, ISBN 3-518-41715-0.
- Porzellan. Poem vom Untergang meiner Stadt. Suhrkamp Verlag, Frankfurt am Main 2005, ISBN 3-518-41722-3.
- Der Misanthrop auf Capri. Historien und Gedichte. Suhrkamp Verlag, Frankfurt am Main 2005, ISBN 3-518-22394-1.
- Strophen für übermorgen. Gedichte. Suhrkamp Verlag, Frankfurt am Main 2007, ISBN 978-3-518-41908-3.
- Liebesgedichte. Gedichte. Insel Verlag, Frankfurt am Main 2008, ISBN 978-3-458-35098-9.
- Der cartesische Taucher. Drei Meditationen. Suhrkamp Verlag, Frankfurt am Main 2008, ISBN 978-3-518-26007-4.[18]
- Lob des Taifuns. Reisetagebücher in Haikus. Insel Verlag, Frankfurt am Main 2008, Insel-Bücherei 1308, ISBN 978-3-458-19308-1.
- Die Bars von Atlantis. Eine Erkundigung in vierzehn Tauchgängen. Suhrkamp Verlag, Frankfurt am Main 2009, ISBN 978-3-518-12598-4.
- Vom Stellenwert der Worte. Frankfurter Poetikvorlesung 2009. Suhrkamp Verlag, Berlin 2010, ISBN 978-3-518-06140-4.
- Aroma. Ein römisches Zeichenbuch. Suhrkamp Verlag, Berlin 2010, ISBN 978-3-518-42167-3.
- Koloß im Nebel. Gedichte. Suhrkamp Verlag, Berlin 2012, ISBN 978-3-518-42316-5.
- mit Aris Fioretos: Avtalad tid: samtal. schwedisch/deutsch. ersatz, Stockholm 2012, ISBN 978-91-86437-65-7.
- Cyrano oder Die Rückkehr vom Mond. Suhrkamp Verlag, Berlin 2014, ISBN 978-3-518-42415-5.[19]
- Die Jahre im Zoo. Ein Kaleidoskop. Suhrkamp Verlag, Berlin 2015, ISBN 978-3-518-42491-9.
- Zündkerzen. Gedichte. Suhrkamp Verlag, Berlin 2017, ISBN 978-3-518-42753-8.[20]
- Die Weiden. Libretto für die Oper von Johannes Maria Staud. Wien 2018.
- Aus der Traum (Kartei). Aufsätze und Notate. Suhrkamp Verlag, Berlin 2019, ISBN 978-3-518-42753-8.
- Il bosco bianco. Poesie e altri scritti, con testo tedesco a fronte. Mimesis, Sesto San Giovanni, 2020, ISBN 978-88-575-7298-7.
- Äquidistanz. Gedichte. Suhrkamp Verlag, Berlin 2022, ISBN 978-3-518-43098-9.
- Der Komet. Roman. Suhrkamp Verlag, Berlin 2023, ISBN 978-3-518-43020-0.

### Reden
- Unfreiheit. Rede in der Frauenkirche zu Dresden am 6. Oktober 2009. In: Deutschland-Archiv, Jg. 42, 2009, H. 6, S. 983–992.
- Dieser besondere Kreis. Dankrede zur Aufnahme in den Orden Pour le mérite. Vortrag am 6. Juni 2009 vor den Mitgliedern des Ordens Pour le mérite für Wissenschaften und Künste in Berlin. In: Sinn und Form 3/2010, S. 422–426
- Kulturpalast Dresden: STREITBAR mit Uwe Tellkamp und Durs Grünbein In: Veranstaltung „Streitbar! Wie frei sind wir mit unseren Meinungen?“ Diskutierten am 8. März 2018 Uwe Tellkamp („Charta 2017“) und Durs Grünbein
- Jenseits der Literatur. Oxford Lectures. Suhrkamp, Berlin 2020, ISBN 978-3-518-42951-8

### Hörbuch
- in: Dichtung des 20. Jahrhunderts: Meine 24 sächsischen Dichter. Hrsg. Gerhard Pötzsch. 2 CDs. Militzke Verlag, Leipzig 2009, ISBN 978-3-86189-935-8.

### Werke in englischer Sprache
- Ashes for Breakfast – Selected Poems. Auswahl aus folgenden Werken übersetzt von Michael Hofmann: Grauzone, morgens, Schädelbasislektion, Falten und Fallen, Nach den Satiren, Erklärte Nacht. Farrar, Straus & Giroux, New York 2005, ISBN 978-0-374-53013-6.
  - gleichzeitig erschienen bei Faber & Faber, London 2006, ISBN 978-0-571-22849-2.
- The Bars of Atlantis – Selected Essays. (Hrsg. von Michael Eskin). Farrar, Straus & Giroux, New York 2010, ISBN 978-0-374-26062-0.
- Descartes' Devil – Three Meditations. Übersetzt von Anthea Bell. Upper West Side Philosophers, New York 2010, ISBN 978-0-9795829-4-3.
- The Vocation of Poetry. Übersetzt von Michael Eskin. Upper West Side Philosophers, New York 2011, ISBN 978-0-9795829-9-8.
- Mortal Diamond: Poems. Übersetzt von Michael Eskin. Upper West Side Philosophers, New York 2013, ISBN 978-1-935830-07-8.
- Porcelain: Poem on the Downfall of My City. Übersetzt von Karen Leeder. Seagull Books, Kalkutta 2020, ISBN 978-0-85742-781-6 (Übersetzung ausgezeichnet mit dem Schlegel-Tieck Prize 2021).
- For the Dying Calves. Beyond Literature: Oxford Lectures. Übersetzt von Karen Leeder. Seagull Books, Kalkutta 2021, ISBN 978-0-85742-954-4.
- Psyche Running: Selected Poems 2005–2022. Übersetzt von Karen Leeder. Seagull Books, Kalkutta 2024, ISBN 978-1-80309-279-9.

### Übersetzungen
- Stefan Themerson: Bayamus und das Theater der Semantischen Poesie. Roman. Übersetzt und mit einem Nachwort versehen von Durs Grünbein. Reclam, Leipzig 1992 (Reclam-Bibliothek Band 1441), ISBN 3-379-01441-9.
- Aischylos: Die Perser. Suhrkamp Verlag, 2001, ISBN 3-518-13408-6.
- Seneca: Thyestes. Insel Verlag, 2002, ISBN 3-458-17114-2.
- Aischylos: Sieben gegen Theben. Suhrkamp Verlag, 2003, ISBN 3-518-13431-0.